# Dysdera andamanae
Dysdera andamanae är en spindelart som beskrevs av Arnedo och Ignacio Ribera 1997. Dysdera andamanae ingår i släktet Dysdera och familjen ringögonspindlar.
Artens utbredningsområde är Kanarieöarna. Inga underarter finns listade i Catalogue of Life.